# Región de Carintia eslovena
La región de Carintia en Eslovenia (en esloveno: Koroška regija) es una de las doce regiones estadísticas en las que se subdivide la República de Eslovenia. En diciembre de 2005, contaba con una población de 73.754 habitantes.
Se compone de los siguientes municipios:
- Črna na Koroškem
- Dravograd
- Mežica
- Mislinja
- Muta
- Podvelka
- Prevalje
- Radlje ob Dravi
- Ravne na Koroškem
- Ribnica na Pohorju
- Slovenj Gradec
- Vuzenica

- Datos: Q909894
- Multimedia: Carinthia (Slovenia) / Q909894